# „Erős szikla” hadművelet
Az „Erős szikla” hadművelet (héberül: מבצע צוק איתן, Mivcá Cuk Eitán, angolul: Operation Protective Edge) az Izraeli Védelmi Erők (IDF) által indított hadművelet a Hamász által irányított Gázai övezetben, mely 2014. június 8-án kezdődött és célja a Gázából Izraelbe érkező rakétatámadások felszámolása.
2014-ben számos esemény hatására a kapcsolat Izrael és Palesztina között megromlott. Többek között a folytatódó izraeli és egyiptomi blokád a Gázai övezet körül, a folyamatos rakétatámadások a Gázai övezetből Izraelbe, az Egyesült Államok által vezetett béketárgyalások kudarca, a különböző palesztin pártok által létrehozott egységkormány, a három izraeli fiú elrablása és meggyilkolása, amelyet a Hamásznak tulajdonítottak, az arab fiú ezt követő meggyilkolása, a Hamász szinte összes ciszjordániai vezetőjének letartóztatása. Július 6-a éjszakáján egy izraeli légicsapás a Gázai övezetben, Khan Yunisban megölt hét Hamász katonát, mire válaszul a Hamász növelte a korábbiakhoz képest a rakétatámadások számát Izraelre és úgy nyilatkozott, hogy “A Khan Yunis vérengzés nők és gyerekek ellen egy szörnyű háborús bűn. Mostantól minden izraeli jogos célpont”. " Július 8-án az Izraeli Védelmi Erők (Israel Defense Forces/IDF) megindította az “Erős Szikla” nevű hadműveletet a Gázai övezetben.
Július 7-ig Gázából több mint 100 rakétát lőttek ki Izrael polgári lakossága és déli városai felé, úgy is mint Beer Seva, Asdod, Ofakim, Askelon és Netivot felé. Július 8-ára a rakéták száma 140 fölé emelkedett 24 órán belül, és célba vettek északabbra eső célpontokat is, mint Hadera, Tel-Avivtól északra. Izrael rakétaelhárító rendszere, a „Vaskupola” (kippat barzel) a rakéták jelentős részét képes megsemmisíteni még becsapódásuk előtt és az izraeli hadsereg visszavert egy tenger felőli támadást is. A jelentős katonai válasz Izrael részéről július 8-án, kedd reggel kezdődött. A hadműveletekre a Hamász válaszul azt közölte, hogy „minden izraeli polgár célponttá vált”.
Július 14-én reggel Egyiptom tűzszünetet javasolt. Izrael elfogadta a javaslatot és ideiglenesen beszüntette a támadást a Gázai övezettel szemben. A Hamász azonban elutasította a tűzszünetet és folytatta a rakéta támadásokat Izrael területére. A Hamász egyes részei, az Iszlám Dzsihád és az Al-Qassam Brigád azt állították, hogy Kairó nem egyeztette velük a javaslatot és csak a médiából értesültek a tűzszünetről. A Hamász szerint a tűzszünet nem ért volna el komolyabb eredményeket, főleg nem a tengeri blokád enyhítésében, amit Izrael és Egyiptom tart fenn Gázával szemben immár hét éve.
Az „Erős szikla” hadművelet a legtöbb halálos áldozatot követelő konfliktus Gázában a 2008–2009-es Gázai háború óta. A legfrissebb hírek szerint több mint 298 halálos áldozat van palesztin részről, és a gázai Egészségügy Minisztérium közlése szerint több mint 1500 sérült. Az ENSZ Emberjogi Bizottságának közlése szerint az áldozatok 77%-a a civilek közül került ki, 45%-uk nő vagy gyerek. Az izraeli hadsereg közlése szerint több mint 90 terrorista is a halottak között van és a polgári áldozatok nagy arányát az okozza, hogy a Hamász „emberi pajzsoknak” használja a civileket. Július 13-ig több mint 1300 légi támadást hajtott végre Izrael, a közel 1000 Gázából kilőtt rakétára válaszul. Emberjogi csoportok szerint mind az Izrael területére érkező rakétatámadások, mind a Hamász katonai vezetői házának célzott támadása megszegi a nemzetközi emberjogi egyezményeket és háborús bűnöknek számítanak.

## A konfliktus háttere
2014 júniusában elraboltak és meggyilkoltak három izraeli kamaszt Ciszjordániában, Eyal Yifrahot (19 éves), Gilad Shaart (16 éves) és Naftali Fraenkelt (16 éves). Az IDF állítása szerint a két férfi, akit a fiúk elrablásával gyanúsítanak, a Hamász ismert tagjai. Ugyanakkor a Hamász hivatalos érintettségére az emberrablásban és gyilkosságban nem találtak bizonyítékokat és Hamász nem vállalt felelősséget. Háled Mesál, a Hamász politikai vezére nem tett közzé nyilatkozatot az emberrablásban való részvétellel kapcsolatban, de gratulált annak végrehajtóinak.
A fiúk megtalálására indított keresőakciókban az izraeli rendőrség megölt tíz palesztint, közöttük kettő 18 éven alatti volt, és több száz embert tartóztattak le az emberrabláshoz köthető nyomozás során, mely a „Testvéreink Őrzője” nevet viselte. A letartóztatottak között voltak korábbi elítéltek, akiket a Gilad Shalit szabadon engedéséért cserébe engedett el Izrael. A letartóztatásokra válaszul a Hamász ismételten növelni kezdte a dél-Izraelre célzó rakétatámadásokat, és a letartóztatottak elengedését követelte a tűzszünet feltételeként.
A három meggyilkolt kamasz temetése alatt izraeli szélsőségesek elraboltak és brutálisan meggyilkoltak egy palesztin kamaszt, Mohammed Abu Khdeirt (16 éves). Az izraeli rendőrség kiemelt fontossággal kezelte az ügyet és hamar letartóztattak hat gyanúsítottat, akiket azzal vádolnak, hogy nacionalista bosszútól hajtva gyilkolták meg Mohammedet. A palesztin fiú halálára válaszul zavargások törtek ki Kelet-Jeruzsálemben, fokozódott rakéta-támadások száma Gázából Izraelre.

## Események

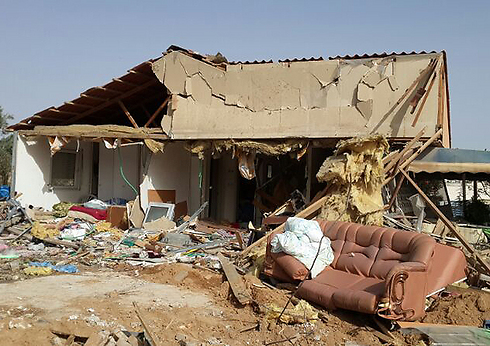
Beér-Sevai ház, Izraelben, miután közvetlen találat érte egy Hamász rakétától a konfliktus negyedik napján, 2014. július 11-én

- Július 8. és 16. között az Izraeli Védelmi Erők légi támadásokkal bombázta a célpontokat a Gázai övezetben. Ezalatt a Hamász folytatta a rakéta és bombatámadásokat Izrael területére, amelyeknek egy részét az izraeli védelmi rendszer, a Vaskupola kivédte. Július 16-ára az áldozatok száma elérte a 200-at a Gázai övezetben.[41]
- Július 17-én egy ENSZ által javasolt humanitárius tűzszünetet biztosított Izrael. A tűzszünet után Izrael megkezdte a szárazföldi bevonulást az övezetben. A hadművelet eredeti célja a határközeli „terror-alagutak” elpusztítása volt. Az alagutakat a Hamász emberek, eszközök és fegyverek csempészésére használta.
- Július 20-án az izraeli hadseregbe behatolt Shuja'iyyaba, Gázaváros egy negyedébe. Ezt komoly harcok követték a környéken.
- Július 24-én, több mint 10 000 palesztin tüntetett a hadművelet ellen Ciszjordániában, ami legalább 2 palesztin halálát okozta.[42]
- Július 25-én egy izraeli légicsapás megölte Salah Abu Hassaneinet, az Iszlám Dzsihád katonai szárnyának vezetőjét.[43] Még aznap az izraeli hadsereg úgy nyilatkozott, hogy bizonyítékokat talált egy tervezett szeptemberi terrortámadásra, amelynek során 200 terrorista hatolt volna be Izraelbe, a Negevbe a terroralagutakon át és annyi izraelit gyilkoltak és raboltak volna el, amennyi lehetséges.[44]
- Július 26-án egy újabb humanitárius tűzszünetet volt 12 órán át,[45] amelyet Izrael egyoldalúan meghosszabbított további 24 órával.[46]
- Az USA és az ENSZ bejelentette, hogy Izrael és a palesztinok megegyeztek egy 72 órás tűzszünetben, augusztus 1-jén 8:00 órától. A tűzszünet feltételei vitatottak voltak. Izrael és az Egyesült Államok azt állították, hogy az egyezmény egyértelműen kimondja, hogy „Izrael folytathatja az alagutak felszámolását, ami közvetlen veszélyt jelent Izrael polgári területeire, abban az esetben, ha az alagutak Izrael területén is léteznek”. Hamász azt állította, hogy ilyen feltételek mellett nem hajlandó elfogadni a tűzszünetet.[47][48] Emiatt a tűzszünet a kezdete után szinte azonnal megszakadt, amiért Izrael és az Egyesült Államok a Hamászt hibáztatta, azonban a Hamász tagadta ezeket a vádakat. Izrael állítása szerint izraeli katonák csoportját megtámadták palesztin katonák, akik egy alagútból érkeztek.[49] A palesztinok állítása szerint Izrael törte meg a tűzszünetet először, amikor 8:30-kor 19 épületet leromboltak az alagutak felszámolásának során.[48] PLO, és egyéb palesztin források szerint Hamász megtámadott egy izraeli egységet és megölt egy izraeli tisztet (Hadar Goldint, akiről eredetileg azt gondolták, hogy fogságba esett), miközben izraeli erők Rafah-ban harcoltak, gázai területeket mielőtt a tűzszünet életbe lépett.[48] Hamász megölt további két katonát egy öngyilkos merényletben.[50] Senior Hamász vezető Moussa Abu Marzouk azzal vádolta Izraelt, hogy tudatosan aláássa a lehetőségét a valós tűzszünetben és azt állította, hogy a palesztin harcosok elraboltak egy tisztet és megöltek további két katonát, azonban még a tűzszünet kezdete előtt,[51] miközben Izrael állítása szerint az események 9:20-kor történtek, a 8:00-kor kezdődő tűzszünet után.[52][53][54]
- Augusztus 3-án az Izraeli Védelmi Erők kivezényelte a szárazföldi erők nagy részét, miután befejeződött a 32 ismert alagút lerombolása, melyet Hamász és egyéb katonai csoportok használtak.[55][56][57]
- Augusztus 5-én újabb 72 órás tűzszünet kezdődött, miután minden izraeli katona elhagyta a Gázai övezetet.[55] A harcok újrakezdődtek, amikor a Hamász még a tűzszünet lejárta előtt újraindította a rakétatámadásokat Izrael polgári területei ellen, amire az izraeli hadsereg légicsapásokkal válaszolt.[58]

## A konfliktus hatása

### A konfliktus hatása az izraeli polgárokra
Hamász és egyéb iszlamista csoportok folyamatosan lőttek rakétákat Izrael polgári területe felé, beleértve városokat és falvakat. Izrael védelmi rendszere és a Vaskupola ellenére az összecsapásoknak három polgári áldozata is van, Az összecsapásoknak eddig húsz izraeli áldozata van, egy Chábád rabbi is, aki ételt és italt osztott a fronton szolgálóknak és aknavető ölte meg, egy 32 éves beduin civil, akit egy Gázából kilőtt rakéta ölt meg a Negev-sivatagban és egy thai vendégmunkás. Egy izraeli fiú komolyan megsérült egy rakétatámadás során Askelonban. Egy idősebb asszony egy légi riadó során összeesett és szívrohamban meghalt Wadi Nisnasban. Egészségügyi szakértők arra figyelmeztettek, hogy mind a rövid, mind a hosszú távú konfliktusoknak komoly hatása van a mentális problémákkal küzdő tinédzserekre. A tünetek erősödése jellemzi a depresszióval, szorongással, kényszerbetegséggel, fóbiával és a paranoiával küzdő pácienseket. A tünetek gyakran a konfliktus lezárása után sem enyhülnek.
A Gázából érkező rakéták hatására az izraeli kormány minden programot beszüntetett, ami a gázai határ 40 km-es környezetében lett volna és minden lakost arra kért, hogy maradjanak otthon vagy óvóhely közelében. A nyári gyerektáborokat bezárták és az egyetemeken elhalasztották a vizsgákat. Minden 300 főnél nagyobb rendezvényt időlegesen betiltottak. A Gázából Tel Aviv felé érkező rakéták röppályája miatt sok, a Ben Gurion reptérről induló vagy oda érkező járatot töröltek vagy azok útvonalát módosították.

### A konfliktus hatása a gázai polgárokra

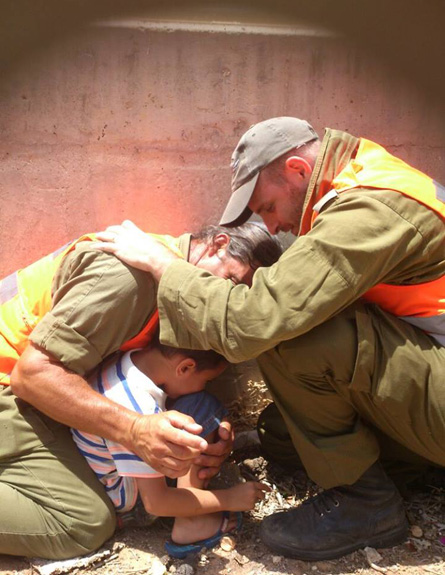
Izraeli katonák védenek egy négyéves izraeli fiút egy Hamász rakétatámadás során.

A gázai kórházak jelenleg rosszul felszereltek és komoly hiánnyal küzdenek gyógyszerek, gyógyászati kellékek és benzin terén. Egyiptom időlegesen megnyitotta a Rafah-i határátkelőt, hogy orvosi felszerelések érkezhessenek Gázába és palesztin sebesültek pedig Egyiptomba mehessenek. Ennek ellenére, a hadművelet hatására, az árak jelentősen emelkedtek a Gázai övezeten belül. Egy július 21-ei jelentés szerint több mint 83 000 palesztin keresett menedéket ENSZ intézményekben.
Az ENSZ közlése szerint július 31-ig több mint 250 000 palesztinnak kellett elhagynia az otthonát, közülük 236,375 a 88 UNRWA iskolában keresett menedéket (több mint 11%-a Gáza lakosságának). Az UNRWA kimerítette a lehetőségeit az emberek elszállásolásában és a menhelyek túlterheltsége különböző járványok kitörésének veszélyével jár. 1,8 millió embert érint az ivóvíz hiány, 138 iskola és 26 egészségügyi intézmény sérült meg, 872 házat leromboltak vagy komoly károkat szenvedett, és további 5005 család otthona lakhatatlan. A Gázai övezetben az emberek számára csak napi két órára van áram. Az egyetlen gázai áramszolgáltató lerombolásának azonnali hatása volt az egészségügyi helyzetre, a korlátozott víz- és csatorna ellátás miatt a kórházak generátorokra szorulnak.

### Áldozatok és károk
Áldozatokról és károkról szóló jelentésekhez számos forrásból hozzá lehet jutni. A legtöbb média vagy a Gázai kormány vagy különböző civil szervezetek által biztosított adatokat használt.
A jelenlegi jelentések a polgári és katonai áldozatok arányáról nem teljesek és nem véglegesek, mivel mind hibáknak, mind tudatos manipulációnak ki vannak téve mindkét oldalon. Többek között ez okozza a különböző forrásokból származó adatok közötti eltéréseket.

#### Izraeli
A konfliktus kezdete óta 64 izraeli katona esett áldozatul a harcoknak, ezenkívül két izraeli civil és thai vendégmunkás is meghalt. Egy idősebb asszony egy légi riadó során összeesett és szívrohamban meghalt Wadi Nisnasban.
A Gázából Izraelbe érkező rakéták komoly károkat okoztak a polgári infrastruktúrában, beleértve gyárakban, benzinkutakban és házakban. A Vörös Dávid-csillag (a Vöröskereszt izraeli megfelelője) közlése szerint 123 sérült van: 1 komoly, 21 kevésbé komoly és 101, aki sokktól szenved.
Az első izraeli polgári áldozat egy Chábád rabbi volt, aki ételt és italt osztott a fronton szolgálóknak és aknavető ölte meg. A második áldozat a 32 éves beduin Ouda Lafi al-Waj volt, akit egy Gázából kilőtt rakéta ölt meg a Negev-sivatagban. Egy thai vendégmunkást szintén aknavető ölt meg, miközben egy üvegházban dolgozott Askelonban. Ezenkívül egy idősebb asszony Wadi Nisnasban egy légiriadó hatására szívrohamot kapott és meghalt.
Az Izraeli Védelmi Erők közlése szerint augusztus 3-ig több mint 2 800 rakétát lőttek ki Izraelre a konfliktus kezdete óta.

#### Palesztin
A Gázai Egészségügyi Minisztérium közlése szerint 1,911 halott és 10,000 sérült van, akiknek a 80% polgári áldozat. Az ENSZ közlése szerint 1948 halott van, akiknek 72%-a civil áldozat. A Palesztin Nemzetközi Közel-Keleti Média Központ adatai szerint a palesztin áldozatok 79,7%-a férfi volt, a többségük tizenhat és harmincöt éves kor között (harcköteles életkor).
Az ENSZ közlése szerint július 31-ig több mint 250 000 palesztinnak kellett elhagynia az otthonát, közülük 236,375 a 88 UNRWA iskolában keresett menedéket (több mint 11%-a Gáza lakosságának). Az UNRWA kimerítette a lehetőségeit az emberek elszállásolásában és a menhelyek túlterheltsége különböző járványok kitörésének veszélyével jár. 1.8 millió embert érint az ivóvíz hiány, 138 iskola és 26 egészségügyi intézmény sérült meg, ezenkívül több mint 14,130 épület sérült meg a légi támadások során. Az IDF becslése szerint a Hamász és más palesztin militáns csoportok által felhalmozott rakéták mintegy 30-40%-át megsemmisítették.
Az izraeli-gázai harcok hatására Ciszjordániában erőszakos szimpátia tüntetéseket szervezetek, amelyek során 11 palesztin meghalt július 22 és 26 között.
Július 30-án izraeli és palesztin hírforrások jelentették, hogy a tűzszünet alatt a Hamász 30 palesztint Izraellel való együttműködéssel gyanúsított meg és kivégezte őket. Ezenkívül 20 civilt megöltek egy Hamász ellenes tüntetés során Gázában, akik a Hamászt tették felelőssé a jelenlegi helyzetért. Pár nappal később a Hamász állítólag megölt 2 gázait és megsebesített további tíz embert, amikor dulakodás tört ki egy ételosztás során.
Izraeli és palesztin hírforrások szerint több Hamász által kilőtt rakéta még a Gázai övezeten belül esett le és ez több gázai áldozatot követelt. A Hamász tagadta volna, hogy általuk kilőtt rakéta a Gázai övezetet találta volna el.
Augusztus 8-ai jelentés szerint izraeli kutatók azt állítják, hogy az áldozatok 40-50%-a harcosok közül került ki. Bizonyítékul a nők, gyerekek és a hatvan éven felüli áldozatok alacsony arányát hozták. Állításuk szerint a Gázai Minisztérium használatában a „polgári áldozat” gyakran szolgálaton kívüli Hamász katonákat jelent.
A Hamász egyik alapítóját, Ayman Tahat holtan találták. Az Al-Quds Al-Arabi riportja szerint a Hamász végezte ki, mert kapcsolatot tartott több arab állam titkosszolgálatával, a Hamász állítása szerint egy izraeli légitámadás ölte meg.

### Költségek
Az Izraeli Pénzügyminisztérium közlése szerint a becsült költségek 8,5 milliárd sékelre rúgnak (2,5 milliárd dollár/574 milliárd forint), ami hasonló a 2009-es konfliktus költségeihez és alacsonyabb, mint a 2012-es Felhőoszlop hadművelet költségei. Az becsült összeg magába foglalja a katonai és a polgári költségeket, illetve a becsült károkat. A becslések szerint ha a hadművelet 20 napig tart, akkor az 0,4%-os veszteséget okoz az éves GDP-ben.